# Путря Юрій Петрович
Ю́рій Петро́вич Пу́тря (1966—2022) — солдат Збройних Сил України, учасник російсько-української війни, який загинув під час російського вторгнення в Україну.

## Життєпис
Народився 26 лютого 1966 року. Мешкав у Шполянській громаді Черкаської області.
3 березня 2022 року, під час російського вторгнення в Україну, був призваний до Збройних Сил України за мобілізацією. Солдат, стрілець 72 ОМБр. 
Загинув у бою проти російських окупантів 1 липня 2022 року поблизу с. Вершина Бахмутський район|Бахмутського району]] Донецької області.
Похований на батьківщині, в Шполянській громаді. Залишилися дружина і двоє дорослих дітей.

## Нагороди
- Орден «За мужність» III ступеня (2022) (посмертно) — за особисту мужність і самовіддані дії, виявлені у захисті державного суверенітету та територіальної цілісності України, вірність військовій присязі[3].